# Lewis Milestone
Lewis Milestone, właśc. Lev Milstein (ur. 30 września 1895 w Kiszyniowie, zm. 25 września 1980 w Los Angeles) – amerykański reżyser, zdobywca 2 Oscarów za reżyserię, scenarzysta i producent filmowy. Znany przede wszystkim z ekranizacji w 1930 książki Na Zachodzie bez zmian. Żonaty z Kendall Lee (od 1936 do 30 lipca 1978, jej śmierci).

## Reżyseria
- 1964: – The Richard Boone Show (serial TV, 1 odcinek)
- 1963-1964: – Arrest and Trial (serial TV, 2 odcinki)
- 1962 – Bunt na Bounty (Mutiny on the Bounty – 7 nominacji do Oskara)
- 1960 – Ryzykowna gra
- 1959 – Wzgórze Pork Chop (Pork Chop Hill)
- 1958 – Schlitz Playhouse of Stars (serial TV, 2 odcinki)
- 1958 – Suspicion (serial TV, 1 odcinek)
- 1958 – Have Gun – Will Travel (serial TV, 2 odcinki)
- 1955 – La vedova X
- 1954 – They Who Dare
- 1953 – Melba
- 1952 – Nędznicy
- 1952 – Kangaroo
- 1951 – Przeklęte wzgórza (Halls of Montezuma)
- 1949 – Kasztanek (The Red Pony)
- 1948 – Łuk triumfalny (Arch of Triumph)
- 1948 – Kobieta bez skazy (No Minor Vices)
- 1946 – Dziwna miłość Marty Ivers (The Strange Love of Martha Ivers)
- 1945 – Spacer w słońcu (A Walk in the Sun)
- 1944 – Guest in the House
- 1944 – The Purple Heart
- 1943 – Na progu ciemności (Edge of Darkness)
- 1943 – Blask na wschodzie (The North Star)
- 1942 – Nasz rosyjski front (Our Russian Front) – krótkometrażowy dokument
- 1941 – Know for Sure – krótkometrażowy
- 1941 – My Life with Caroline
- 1940 – Lucky Partners
- 1939 – The Night of Nights
- 1939 – Myszy i ludzie (Of Mice and Men)
- 1938 – Młode serca (The Young in Heart) – niewymieniony w napisach
- 1936 – Żółty skarb (The General Died at Dawn)
- 1936 – Anything Goes
- 1935 – Paris in Spring
- 1934 – Kapitan nienawidzi morza (The Captain Hates the Sea)
- 1933 – Hallelujah, I'm a Bum
- 1932 – Grzech (Rain) – niewymieniony w napisach
- 1931 – Strona tytułowa (The Front Page)
- 1930 – Na Zachodzie bez zmian (All Quiet on the Western Front – 4 nominacje do Oskara: 2 nagrody)
- 1929 – Zdrajca (Betrayal)
- 1929 – Nowojorskie noce (New York Nights)
- 1928 – Burza (Tempest – 1 nominacja do Oskara) – niewymieniony w napisach
- 1928 – Banda (The Racket – 1 nominacja do Oskara)
- 1928 – The Garden of Eden
- 1927 – Braciszek (The Kid Brother) – niewymieniony w napisach
- 1927 – Awantura arabska (Two Arabian Knights – 1 nominacja do Oskara: 1 nagroda)
- 1926 – Fine Manners – niewymieniony w napisach
- 1926 – The New Klondike
- 1926 – The Caveman
- 1925 – Siedmiu grzeszników (Seven Sinners)
- 1919 – Fit to Win
- 1918 – Positive (krótkometrażowy)
- 1918 – Posture (krótkometrażowy)
- 1918 – The Toothbrush (krótkometrażowy)